# كلاوديو مينيسيس
كلاوديو مينيسيس (بالإسبانية: Claudio Meneses)‏ هو لاعب كرة قدم تشيلي في مركز الوسط، ولد في 5 فبراير 1988 في Hualañé ‏ في تشيلي. لعب مع أوداكس إيتاليانو ولاسيرينا ونادي أوهيجينس.

## وصلات خارجية
- كلاوديو مينيسيس على موقع قاعدة بيانات كرة القدم.إي يو (الإنجليزية)
- كلاوديو مينيسيس على موقع Soccerway.com (الإنجليزية)
- كلاوديو مينيسيس على موقع عالم كرة القدم.نت (الإنجليزية)
- كلاوديو مينيسيس على موقع AS.com (الإسبانية)